# Faro del castillo de Santa Ana
El faro del castillo de Santa Ana está ubicado en el interior del castillo de Santa Ana en la ciudad española de Castro-Urdiales, Cantabria.

## Edificio
Lo más peculiar de este faro es su ubicación, ya que se encuentra situado sobre el torreón sureste del castillo de Santa Ana. Durante largo tiempo dispuso de una vivienda anexa para el farero, la cual fue demolida durante la restauración del recinto. Fue encendido por primera vez el 19 de noviembre de 1853, durante el reinado de Isabel II.

## Ayudas a la navegación
Inicialmente contó con un sistema de alumbrado basado en una lámpara de aceite con óptica catadióptrica fija, alrededor de la cual giraban dos lentes verticales con filtro rojo sobre un carro circular, accionado mediante una máquina de relojería. Posteriormente la lámpara de aceite fue sustituida por una Maris de una mecha y en febrero de 1919 se introdujo un sistema eléctrico. La siguiente reforma añadió dos lentes exteriores más y un flotador de mercurio, además de una nueva linterna cilíndrica.
Las últimas obras realizadas han instalado una linterna de montantes helicoidales, procedente del Faro de Adra, así como una nueva instalación luminosa formada por varios paneles giratorios con lámpara de haz sellado y alumbrado de reserva a baja tensión. Además del sistema de iluminación, existe desde 1953 una sirena de niebla compuesta de un único vibrador que emite la señal en código Morse de la letra "C" (-·-·), repetida cada 60 segundos.